# Sonchus fragilis
Sonchus fragilis là một loài thực vật có hoa trong họ Cúc. Loài này được Ball miêu tả khoa học đầu tiên năm 1873.